# Halit
Halit (tudi kamena sol) je mineralna oblika natrijevega klorida (NaCl), ki kristalizira v kubičnem kristalnem sistemu. Mineral je običajno brezbarven ali bel, lahko pa je tudi svetlo moder, temno moder, škrlaten, rožnat, rdeč, oranžen, rumen ali siv, odvisno od vrste in vsebnosti nečistoč. V naravi se pojavlja skupaj z drugimi minerali, ki so nastali z izparevanjem vode, na primer s sulfati, halogenidi in borati.
Ime halit je sestavljeno iz grških besed άλς [hals], ki pomeni sol in λίθος [lithos], ki pomeni kamen.

## Nahajališča
Halit se nahaja v obsežnih ležiščih sedimentnih mineralov, ki so nastala z izsušitvijo zaprtih jezer, močvirij in morij. Skladi lahko obsegajo obširna področja in so debeli tudi nekaj sto metrov. V ZDA in Kanadi se obširno podzemski skladi raztezajo od apalaškega bazena v zahodnem New Yorku skozi dele Ontarija in pod večino michiganskega bazena. Drugi depoziti so v  Ohiu, Kansasu, New Mexicu, Novi Škotski in  Saskatchewanu. Veliki depoziti kamene soli so tudi v Khevri, v bližini Islamabada v Pakistanu.
Solne kupole so vertikalni diapirji ali cevaste mase soli, ki so nastale z iztiskanjem soli iz spodnjih slojev zaradi teže nad njimi ležečih kamnin. Solne kupole vsebujejo poleg halita in silvita tudi anhidrit, sadro in samorodno žveplo. Kupole so pogoste na teksaški in luizijanski obali Mehiškega zaliva, kjer so pogosto povezane z nahajališči nafte, ter v Nemčiji, Španiji, Nizozemski, Romuniji in Iranu.  V puščavskem delu Irana je sol predrla zemeljsko površino in kot ledenik teče v dolino. Halit se je v vseh omenjenih primerih obnašal kot reid.
V Franciji in nekaterih drugih nahajališčih so našli nenavaden škrlaten vlaknat žilni halit, imenovan lijakasti halit. Kristali lijakastega halita izgledajo kot ogrodja značilnih kock z razvitimi robovi in stopničastimi vdrtinami v kristalnih ploskvah. Pri hitri kristalizaciji rastejo robovi kocke očitno hitreje kot središča njenih ploskev. V nekaterih hitro izparevajočih jezerih se kristali halita tvorijo zelo hitro in tvorijo artefakte s prevlekami ali inkrustacijami halitnih kristalov. Halitni cvetovi so redki stalaktiti iz skodranih vlaken halita, ki so jih našli v nekaterih suhih jamah v avstralski pokrajini Nullarbor Plain. Halitne stalaktite in inkrustacije so našli tudi v rudniku samorodnega bakra Quincy v Hancocku v Michiganu.

## Uporaba
Kamena sol se uporablja za pridobivanje natrijevega klorida, v živilski industriji, medicini in za posipanje cest. Posebno velik gospodarski pomen ima v Nemčiji, kjer so jo pridobivali že Kelti,  Avstriji, ZDA in Kanadi. Kamena sol se rudari ali izpira z vodo iz zemeljskih skladov. 

## Galerija
- Nenavadni kristali halita iz Fayuma, Egipt
- Solna katedrala v Zipaquiri, Kolumbija
- Velik naravni kristal halita, na katerem so lepo vidne kubične razkolne ravnine
- Rumeni kristali halita
- Halit iz rudnika v Rocanvillu, Saskatchewan, Kanada